# Elisabeth Galí i Camprubí
Elisabeth Galí i Camprubí, més coneguda com a Beth Galí (Barcelona, 1950), és una dissenyadora, arquitecta i paisatgista catalana. La seva obra es vincula estretament a Barcelona.

## Trajectòria
Dels seus inicis, destaquen obres realitzades amb Màrius Quintana i Joan Antoni Solanas, com el Parc de Joan Miró i la Biblioteca Joan Miró. També intervingué en diverses obres a Montjuïc, com el monument a Lluís Companys al Fossar de la Pedrera, el parc i el Sot del Migdia, la façana i nou accés al cementiri i el conjunt de nous accessos a la muntanya. Fou guardonada amb el premi FAD pel fanal Lamparaalta (1984).
Va ser coordinadora i directora de la imatge urbana del Festival de Cinema de Barcelona. Films i Directors (1987-1990), i junt amb altres autors va fer plaques i decorats de cinema al carrer, com ara la placa a la imatge que apareix aquí, que serveix per a commemorar el Manifest de Barcelona ("Nosaltres, directors de cinema, exigim com a dret moral que les nostres obres arribin a l'espectador tal com foren concebudes originàriament", amb un text lleugerament diferent en anglès).
Ha desenvolupat diversos projectes als Països Baixos, on va rebre el Premi Nacional d'Urbanisme el 1999 i va presidir el Foment de les Arts i el Disseny (FAD) entre 2001 i 2009. El 2005 va rebre la Creu de Sant Jordi.
El Museu del Disseny be Barcelona conserva dissenys de Beht Galí. Així mateix, va ser una de les dissenyadores presents a l'exposició Som aquí. Les dones en el disseny 1900-avui, organitzada per aquest museu el 2023, que recuperava les dissenyadores pioneres dels anys 1960, 1970 i 1980 a Catalunya.